# 帕氏弱棘魚
帕氏弱棘魚（學名：Malacanthus plumieri）為輻鰭魚綱刺尾鯛目弱棘魚科弱棘魚屬的其中一種，分布於西大西洋區，從美國北卡羅來納州至烏拉圭海域，棲息深度10-153公尺，體長可達70公分，生活在沙石底質海域，為底棲性魚類，會掘洞而居，屬肉食性，以魚類、多毛類、石鱉、海膽、海星、端足類等為食，可做為食用魚。

## 擴展閱讀
維基物種上的相關：帕氏弱棘魚